# Stanisław Żółtowski (malarz)

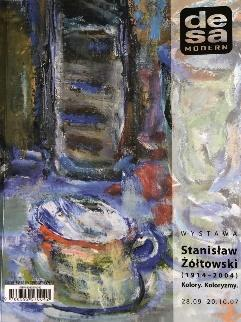
Desa Modern 2007

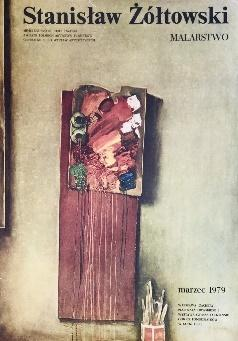
Zachęta 1979

Stanisław Żółtowski (ur. 4 maja 1914 w Wieruszowie, zm. 14 lipca 2004 w Warszawie) – polski artysta malarz i grafik. Pedagog i wieloletni profesor Akademii Sztuk Pięknych w Warszawie.

## Życiorys
Syn Kazimierza. W wieku 14 lat sam, bez rodziców i rodzeństwa, przyjechał do Warszawy – miasta, z którym związał całe swoje artystyczne życie. Po ukończeniu Liceum Plastycznego w Warszawie, w 1934 roku rozpoczął studia na Akademii Sztuk Pięknych w Warszawie w pracowni profesora Tadeusza Pruszkowskiego. Stypendysta Miasta Stołecznego Warszawy w latach 1934–1937. Ostatni rok studiów i przygotowania do pracy dyplomowej z malarstwa przerwała mu II wojna światowa. W 1944 roku walczył w powstaniu warszawskim, za co w 1993 roku został odznaczony Warszawskim Krzyżem Powstańczym. Przeżył wtedy zagładę stolicy i Powiśla, na którym mieszkał. Stracił też cały dorobek twórczy, w tym prace przygotowywane do pracy dyplomowej.
Dyplom z malarstwa i grafiki obronił po wojnie w 1947 roku w pracowniach profesorów Felicjana Kowarskiego i Jana Cybisa.
Przez ponad 30 lat, w latach 1950–1984 wykładał na Akademii Sztuk Pięknych w Warszawie, gdzie wychował dziesiątki pokoleń studentów. Pedagogiczną karierę ukoronował w 1970 roku tytułem profesora oraz kierownika Katedry Malarstwa i Rysunku na Wydziale Grafiki warszawskiej ASP.
Jest laureatem licznych nagród w kraju i zagranicą. Jest członkiem Związku Polskich Artystów Plastyków (ZPAP). Jest pełnoprawnym członkiem korespondentem (od 1967 roku) oraz jest konsyliarzem (od 1968 roku) w International Arts Guild w Monte Carlo. Miał kilkadziesiąt wystaw indywidualnych, wziął udział w kilkuset wystawach zbiorowych.
Prace Stanisława Żółtowskiego znajdują się m.in. w zbiorach: Muzeum Narodowego w Warszawie, Muzeum Historycznego Miasta Stołecznego Warszawy, Muzeum Żydowskiego Instytutu Historycznego w Warszawie, Muzeum Akademii Sztuk Pięknych w Warszawie, Muzeum Okręgowego w Lublinie, Muzeum Mikołaja Kopernika w Toruniu, Muzeum Warmii i Mazur w Olsztynie, Muzeum Pomorza Środkowego w Słupsku, Ministerstwa Kultury i Sztuki czy Stołecznego Biura Wystaw Artystycznych, obecnie Narodowa Galeria Sztuki Zachęta w Warszawie, oraz w kolekcjach prywatnych w kraju i zagranicą m.in.: w Austrii, Australii, Argentynie, Belgii, Chinach, Finlandii, Francji, Holandii, Grecji, Iraku, Japonii, Kanadzie, Monako, Niemczech, Nowej Zelandii, Rosji, Szwajcarii, Szwecji, USA, Wielkiej Brytanii i we Włoszech.
Przez całe artystyczne życie związany z Warszawą. Po wojnie przez cztery dekady mieszkał i tworzył w pracowni w Alejach Jerozolimskich, a pod koniec życia – na warszawskiej Sadybie.
Zmarł w Warszawie, pochowany w grobie rodzinnym na Cmentarzu Wilanowskim.

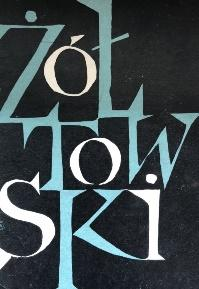
Zachęta 1960

## Twórczość
Malarstwo Stanisława Żółtowskiego podzielić można na dwa zasadnicze okresy. Pierwszy z nich – wczesne prace z lat 40–60. xx wieku – nacechowany jest silnymi wpływami postimpresjonizmu i kapizmu, którymi młody artysta przesiąkł podczas studiów przed II wojną światową oraz w pracowni profesora Jana Cybisa, u którego obronił pracę dyplomową w 1947 roku. Okres ten to przede wszystkim pejzaże z tzw. cyklu paryskiego (Notre Dame de Paris), rodzinnych stron (Pejzaż z rzeką) czy Kazimierza nad Wisłą (Widok na farę z daleka), a także martwe natury (Martwa natura) oraz akty (Akt z gitarą, Akt w Helladzie).
Z początkiem lat 60. twórczość Stanisława Żółtowskiego ewoluuje w kierunku malarstwa bezprzedmiotowego (wyjątkiem są akty, którym pozostanie wierny przez całe życie). Zmienia się fakturalność płócien, pojawia ciemniejsza paleta barw (Pejzaż z Hiddensee, Król Dawid, Pejzaż Warszawski).
Pod koniec lat 60. xx wieku do pełni głosu dochodzi niczym nieskrępowany ekspresjonizm artysty. Stanisław Żółtowski zaczyna tworzyć pełne rozmachu kompozycje abstrakcyjne, na czele z wielokrotnie wystawianymi i nagradzanymi w kraju i zagranicą pracami z cyklu „Kosmos” (1965–1996). W obrazach, prócz ulubionego przez artystę motywu kuli (Kompozycja kulista, Głosy z kosmosu), konsekwentnie pojawia się postać nagiego, bezbronnego człowieka lub pary ludzkiej umieszczonej czy to samotnie w przytłaczającym ją wszechświecie (Zagubieni w czasie I, Pierwsi na ziemi), czy też w emblematycznej dla artysty „chmurze ludzkiej” (Zagubieni w czasie II, Surowy pejzaż, Nowe życie).
Opisując malarstwo Stanisława Żółtowskiego krytycy sztuki zgodnie podkreślają: perfekcję warsztatową, mistrzowskie operowanie kolorami oraz niebywałą ekspresję i dynamizm prac. Krytyka docenia również metaforyczność jego malarstwa, ciągłe poszukiwanie nowych środków wyrazu oraz szczególny klimat niepokoju wyrażający zadumę autora nad kondycją człowieka w otaczającym świecie.
”...Niewielu artystom udało się, jak Żółtowskiemu, utrzymać w swych dziełach idealny rytm światła i cieni, dzięki któremu osiąga doskonałą jedność tonu. Posiadł sekret głębi swych bieli, przeciwstawiając im bezpośrednio wielkie płaszczyzny śmiałych barw. Artysta podporządkował technikę malarstwa swojemu niespokojnemu temperamentowi, co można odczytać śledząc różne etapy jego rozwoju” – Le Matin, Antwerpia, 12 stycznia 1971 (recenzja wystawy w Królewskiej Akademii Sztuk Plastycznych w Antwerpii).

## Galeria

Obrazy Stanisława Żółtowskiego
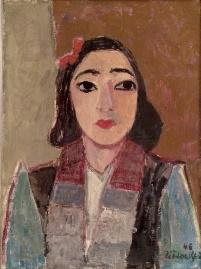
Portret Włoszki, 1946
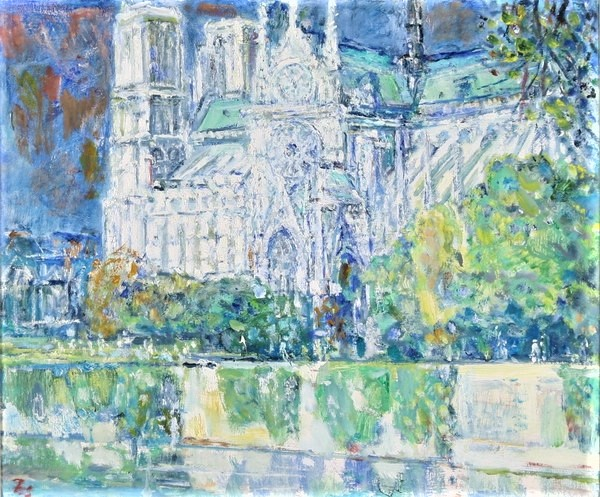
Notre Dame de Paris, 1956
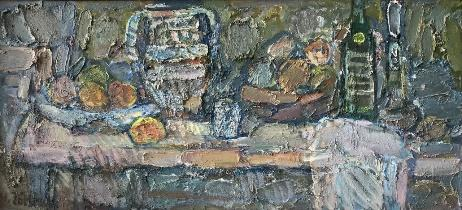
Martwa natura z owocami, 1952
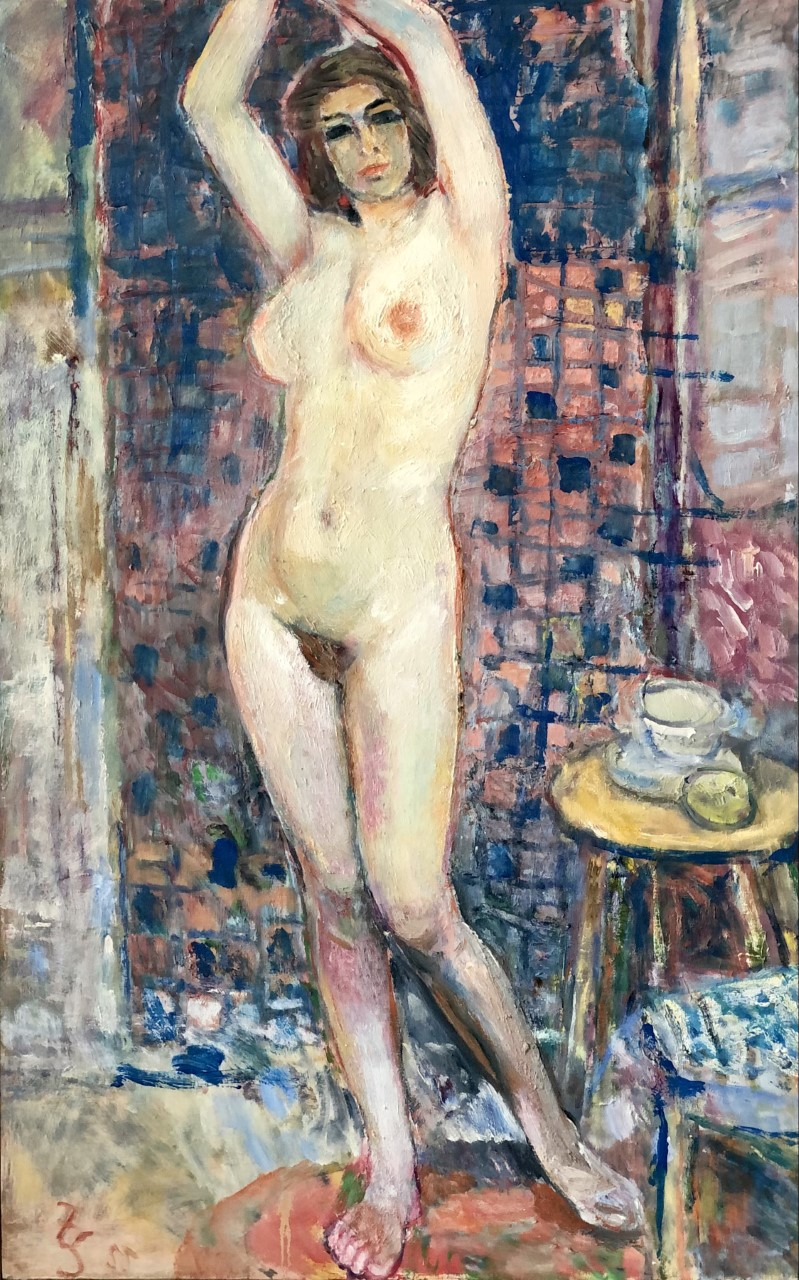
Akt z taboretem, 1955
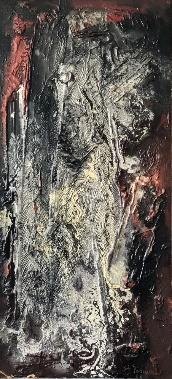
Król Dawid, 1959
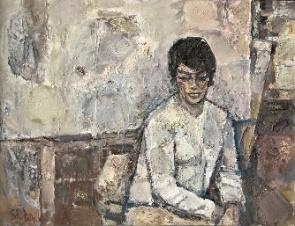
Portret w pracowni, 1963
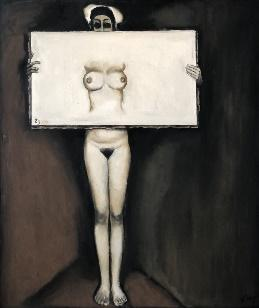
Akt w pracowni, 1969
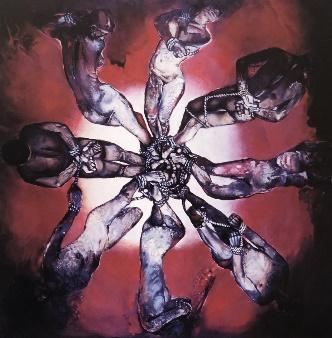
Spętani, 1969
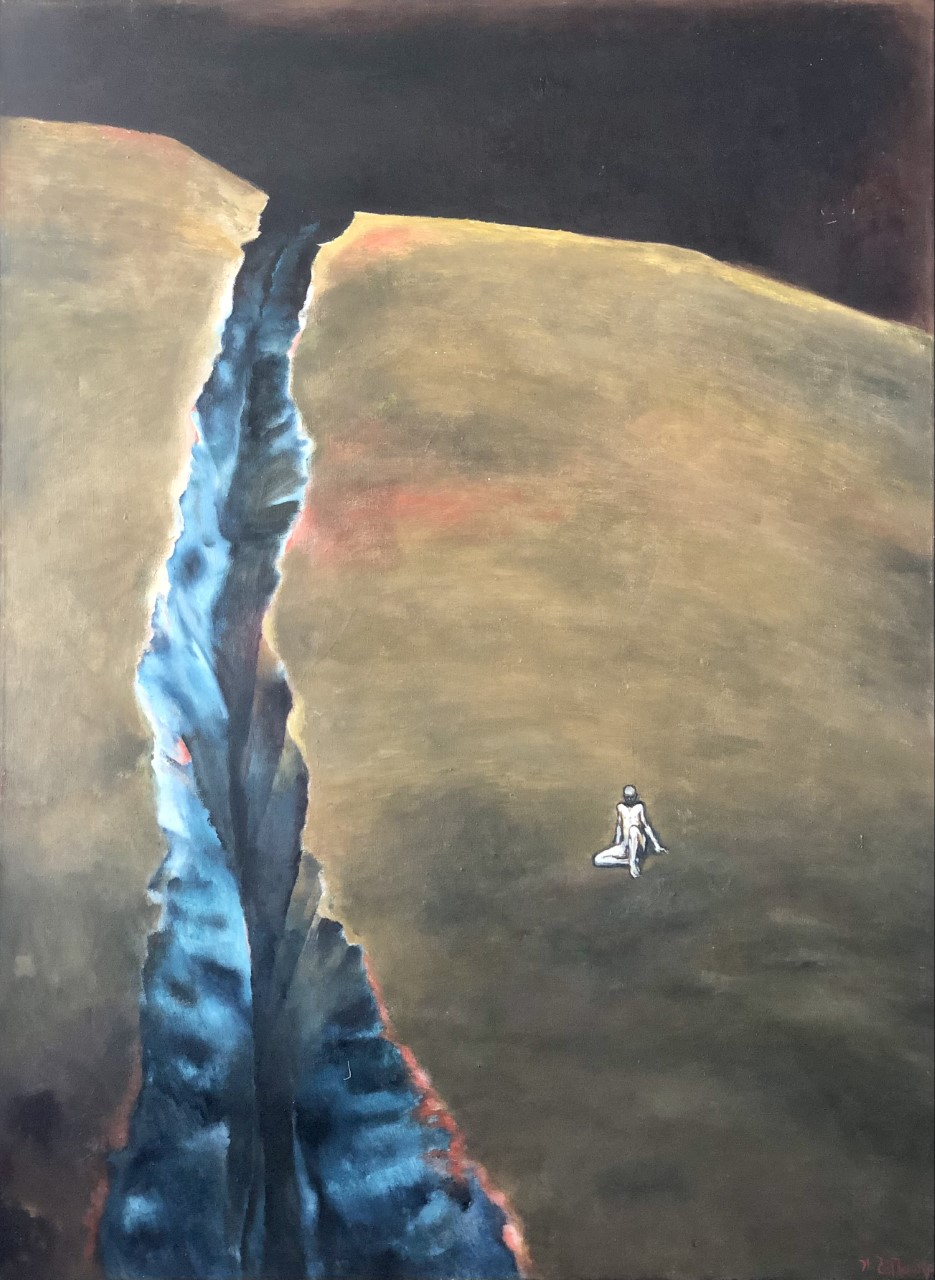
Szczelina, 1972
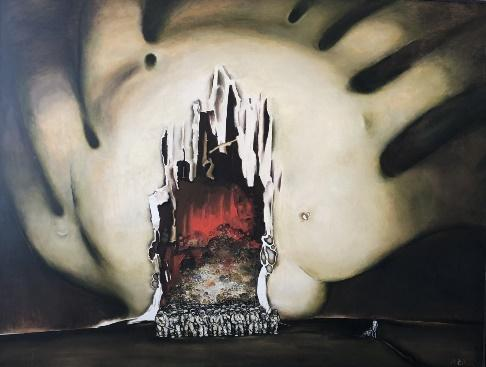
Zagubieni w czasie I, 1972
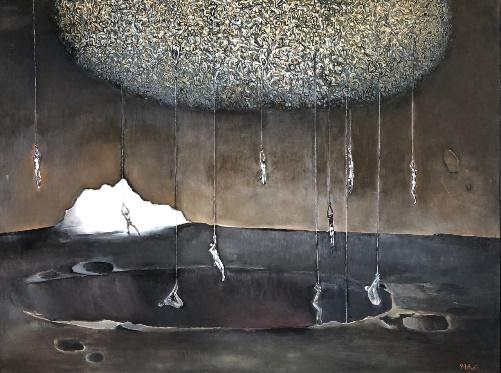
Zagubieni w czasie II, 1973
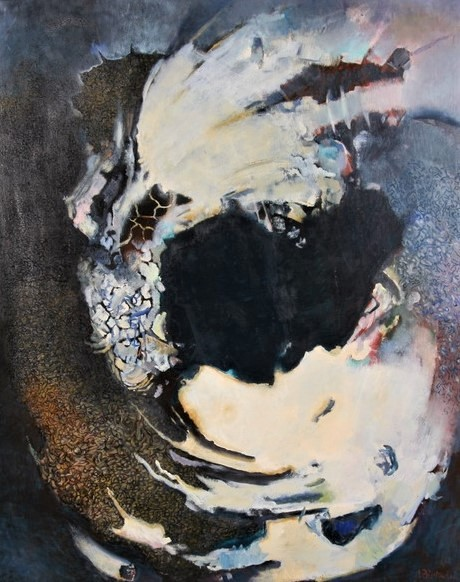
Reminiscencje, 1978-84
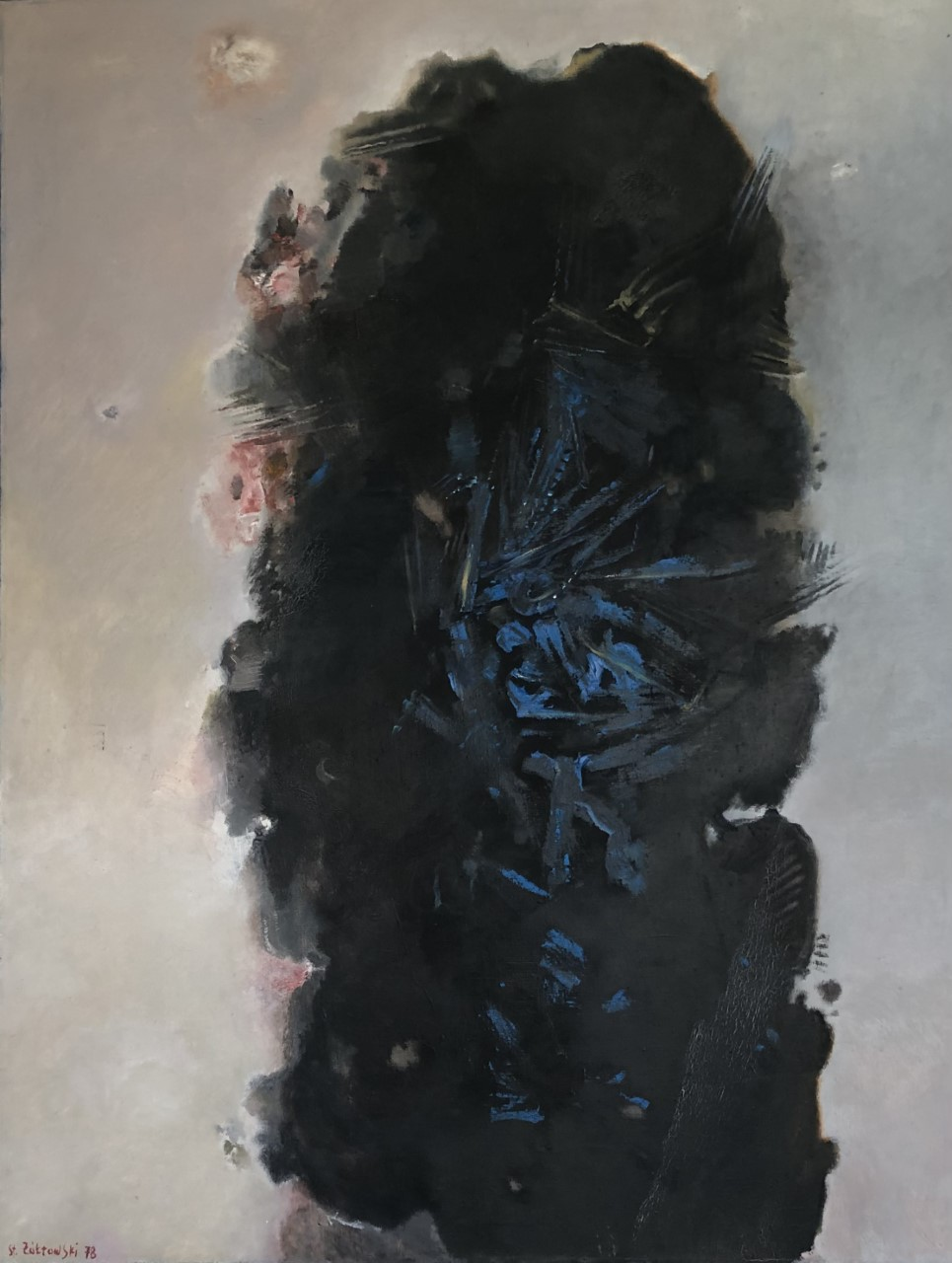
Kompozycja w czerni, 1978
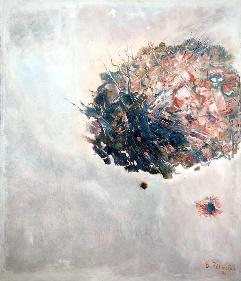
Głosy z kosmosu, 1978
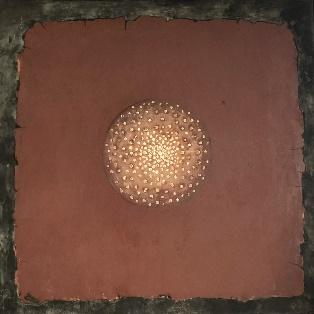
Światło ciszy, 1980
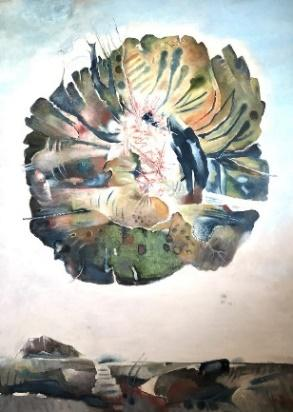
Kompozycja kosmiczna, 1982
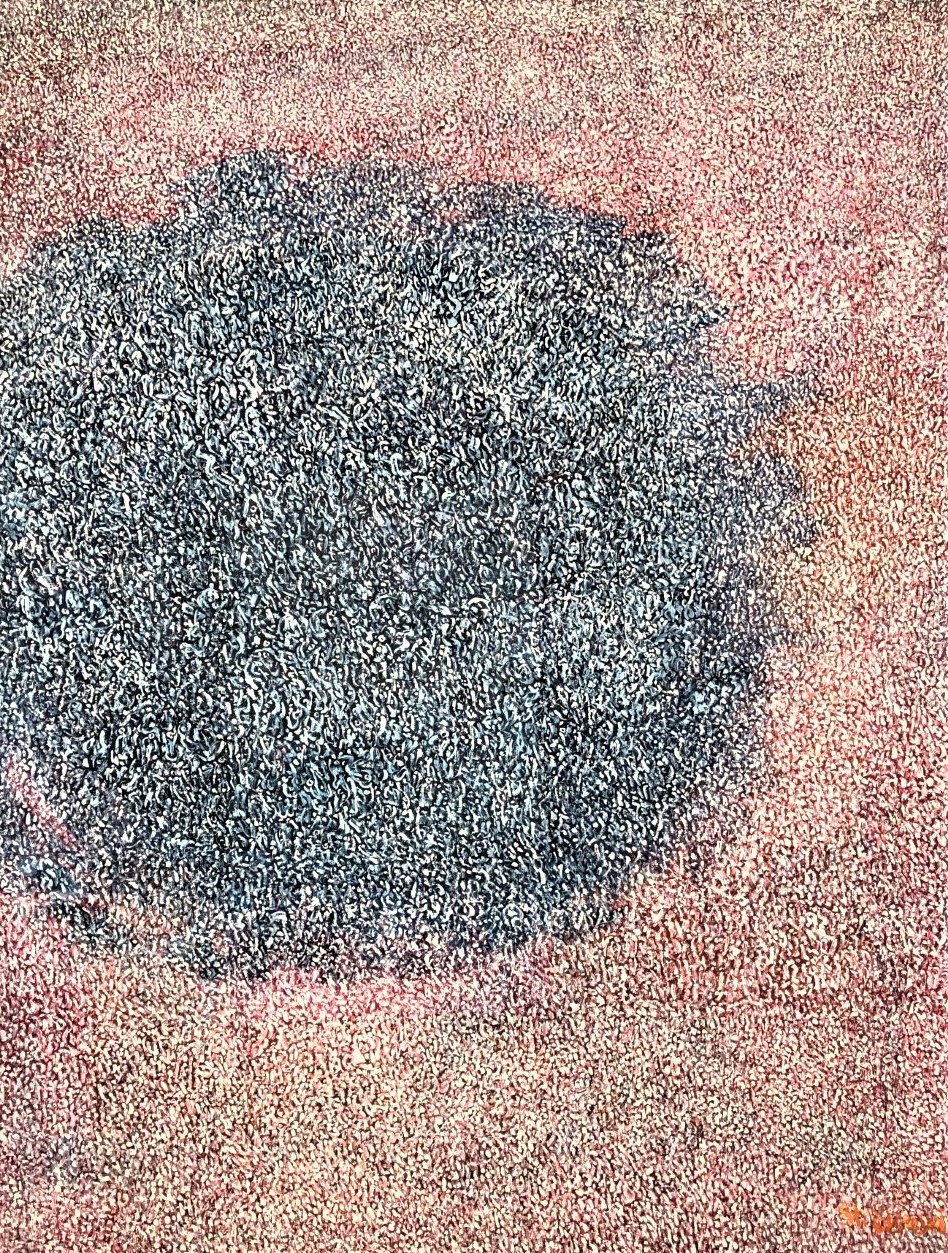
Nowe życie, 1993
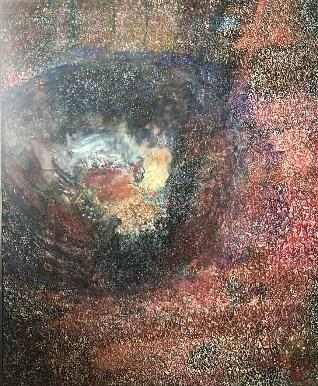
Powstawanie nowego, 1992

## O artyście
”...Zawieszony między marzeniem a rzeczywistością Stanisław Żółtowski podobny jest wędrowcom Kowarskiego, przemierzającym idealne przestrzenie wyczarowane mocą malarskiego kunsztu i doświadczenia. Jego najwcześniejsze pejzaże mieściły się w granicach konwencji koloryzmu. Przynajmniej w swej warstwie wrażeniowej. Niewątpliwie wiele tam było z fascynacji rozjaśnioną paletą kapistów, przykładami profesorskiego pokolenia, być może i bezpośrednich sugestii samego Jana Cybisa (…). Przeciwnym biegunem owych doświadczeń, a przecież ściśle z nimi związana, jest refleksja dotycząca wymiaru ludzkiego świata i ludzkiej kondycji zawarta w cyklu płócien objętych wspólną nazwą „Kosmos” – rozpoczętego jeszcze w 1965 roku, nie zamkniętego do dzisiaj (…). Obrazy te zdają się być wysnute z refleksji nad zagadką istnienia – sposobu formowania się skupisk gwiezdnej materii, a może tajemnicy budzącego się w okruchach tej materii życia?” – Lech Grabowski, historyk sztuki, autor książek i artykułów o sztuce.
”...Malarstwo Żółtowskiego wymyka się wszelkiej analizie tematycznej, szukającej dlań pierwotnego modelu, jakiejkolwiek przedmiotowości. Jest to malarstwo wyrażające (…). Artysta zapełnia płótna szerokimi plamami, które stwarzają specyficzny klimat. Ekspresja aksamitnych czerni i bieli organizuje kolor wzmagając siłę i nasycenie obrazu. Występujące obok siebie płaszczyzny bywają na przemian gładkie lub chropowate. Farby nakładane są z rozmachem, szerokimi uderzeniami. Są na wystawie płótna pogodnie rozjarzone, są też obrazy uderzające dramatycznym napięciem, dynamiką, poczuciem „dziania się”, wibracji materii” – Alicja Lisiecka, krytyk literacki, recenzentka sztuki, felietonistka.
”... Po uzyskaniu w 1947 r. dyplomu w pracowni Kowarskiego i Cybisa, rozpoczynał Żółtowski samodzielną twórczość postimpresjonistycznie, kolorystycznie, według przykładu i wskazań profesorskiego pokolenia. Ale powierzchniowe, naskórkowe widzenie postimpresjonistyczne, rozbicie plamy koloru na drobiazgowe uderzenie pędzla, bezsilność tego języka w wypowiadaniu wzruszeń – pozostawiły osad niedosytu. W momencie uświadomienia sobie tego konfliktu odchodzi Żółtowski od koloryzmu (...). Wzbogacenie warsztatu malarskiego zapowiadają gęste, gruzłowate faktury. Wprowadzenie tego nowego elementu do obrazów artysty poprzedziły pierwsze próby w zakresie malarstwa bezprzedmiotowego” – Bożena Kowalska, historyk, krytyk i teoretyk sztuki.
”... Twórczość Stanisława Żółtowskiego zmusza do myślenia (...). Artysta nie uznaje żadnych sztywnych konwencji. Jego obrazy podporządkowane są jednej naczelnej zasadzie: plastycznego wyartykułowania w sposób jak najbardziej lakoniczny przemyśleń i niepokojów artysty. Dynamicznymi pociągnięciami pędzla, w zagęszczonych barwach kształtuje symboliczne znaki, które zdają się być parafrazami jego doświadczenia mającego swoje źródło nie tylko w świecie realnym, lecz również w snach, pragnieniach, lękach” – Irena Aniserowicz, krytyk sztuki.

## Ważniejsze wystawy indywidualne
- 1943 – Konspiracyjna wystawa malarstwa w prywatnym mieszkaniu dr Ireny Schőnborn (20 prac), Warszawa
- 1946 – Stanisław Żółtowski. Rysunki i malarstwo. Prace na trasie W-Z, Salon Wystawowy Stowarzyszenia Architektów RP, Warszawa
- 1958 – Stanisław Żółtowski. Malarstwo, Galeria Sztuki MDM, Warszawa
- 1960 – Żółtowski. Malarstwo i rysunek, Zachęta Narodowa Galeria Sztuki, Warszawa
- 1966/67 – Stanisław Żółtowski. Malarstwo, Galeria Okręgu Warszawskiego Związku Polskich Artystów Plastyków (ZPAP), Warszawa
- 1967 – Zoltowski. Paintings, Jacques Baruch Gallery, Chicago, USA
- 1968 – Zoltowski. Peintures, Galerie R. Nidercourt, Paryż
- 1968 – Stanisław Żółtowski. Malarstwo, Towarzystwo Przyjaciół Sztuk Plastycznych (TPSP), Warszawa
- 1970 – Żółtowski. Malarstwo, Galeria Okręgu Warszawskiego Związku Polskich Artystów Plastyków (ZPAP), Warszawa
- 1970 – Zoltowski. Peintures, Galerie d’Art Christian Hals, Bruksela, Belgia
- 1971 – Zoltowski. Schilderijen, Królewska Akademia Sztuk Plastycznych, Antwerpia, Belgia
- 1971/72 – Żółtowski. Malarstwo, Biuro Wystaw Artystycznych (BWA), Lublin
- 1972 – Żółtowski Malarstwo, Galeria Zapiecek, Warszawa
- 1973 – Żółtowski, Malarstwo, Biuro Wystaw Artystycznych (BWA), Olsztyn
- 1974 – Żółtowski.Rysunki 1945-1973, Galeria Kordegarda (obecnie: Narodowe Centrum Kultury Kordegarda), Warszawa
- 1975 – Żółtowski, Biuro Wystaw Artystycznych (BWA), Piastów
- 1978 – Żółtowski. Malarstwo, Galeria Sztuki Współczesnej DESA (obecnie: DESA Unicum), Łódź
- 1979 – Stanisław Żółtowski. Malarstwo, Zachęta Narodowa Galeria Sztuki, Warszawa
- 1989 – Żółtowski. Malarstwo. 50-lecie pracy twórczej 1939-1989, Zachęta Narodowa Galeria Sztuki, Warszawa
- 1993 – Żółtowski. Malarstwo, Galeria Okręgu Warszawskiego Związku Polskich Artystów Plastyków (ZPAP), Warszawa
- 1996 – Stanisław Żółtowski. Malarstwo, Aula Akademii Sztuk Pięknych w Warszawie
- 2000 – Żółtowski. Malarstwo, Galeria Zapiecek, Warszawa
- 2001 – Żółtowski. Malarstwo, Biuro Wystaw Artystycznych (BWA), Kielce
- 2004 – Żółtowski. Symbole, Galeria Okręgu Warszawskiego Związku Polskich Artystów Plastyków (ZPAP), Warszawa
- 2007 – Stanisław Żółtowski. Kolory. Koloryzmy, DESA Unicum, Warszawa
- 2023 – Stanisław Żółtowski. Malarstwo lata ’70 -’90, Szklarnia Warszawa

## Katalogi i plakaty

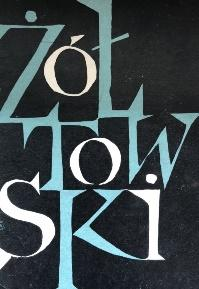
Zachęta, 1960
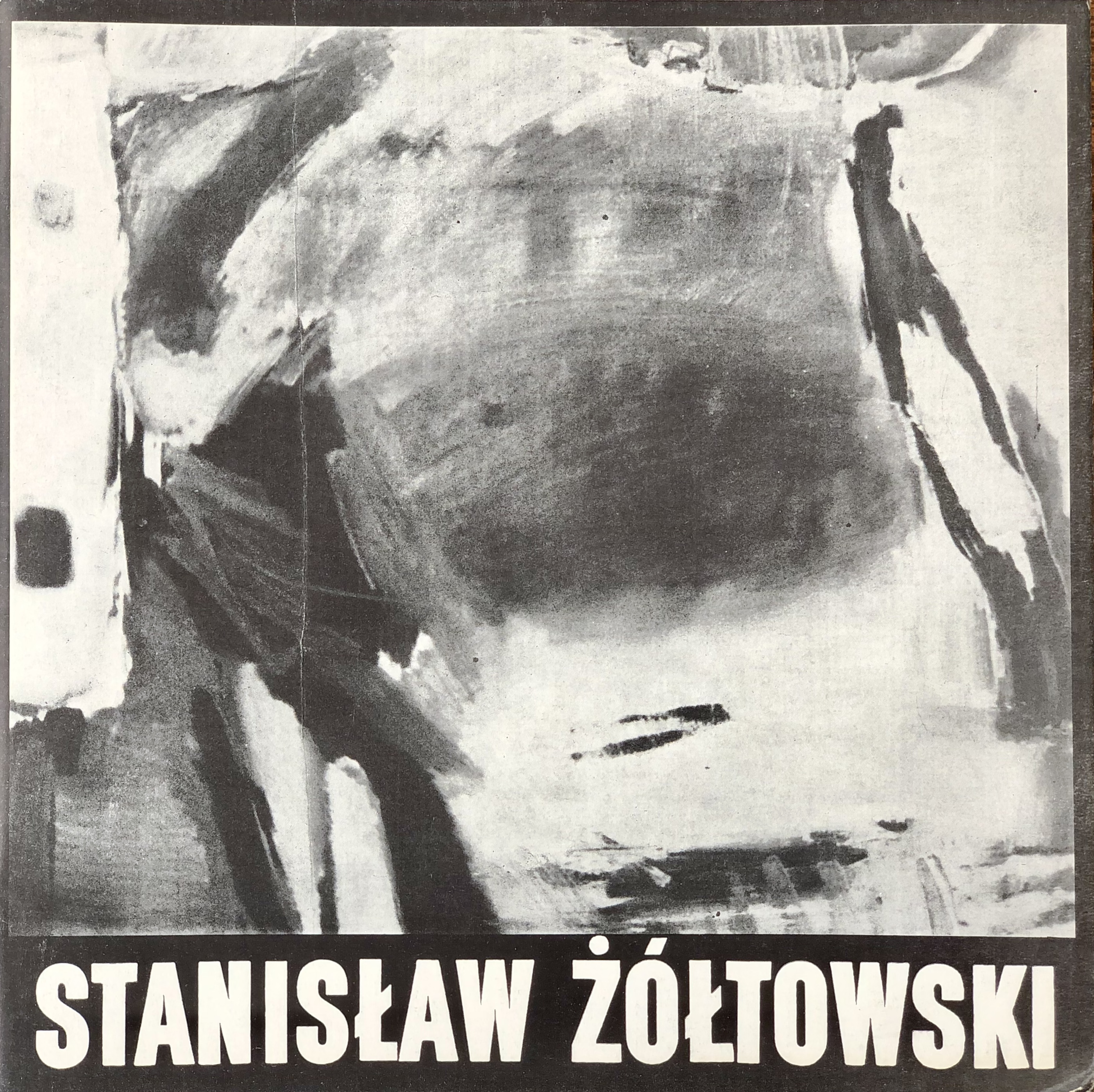
Związek Polskich Artystów Plastyków, Warszawa 1966/67
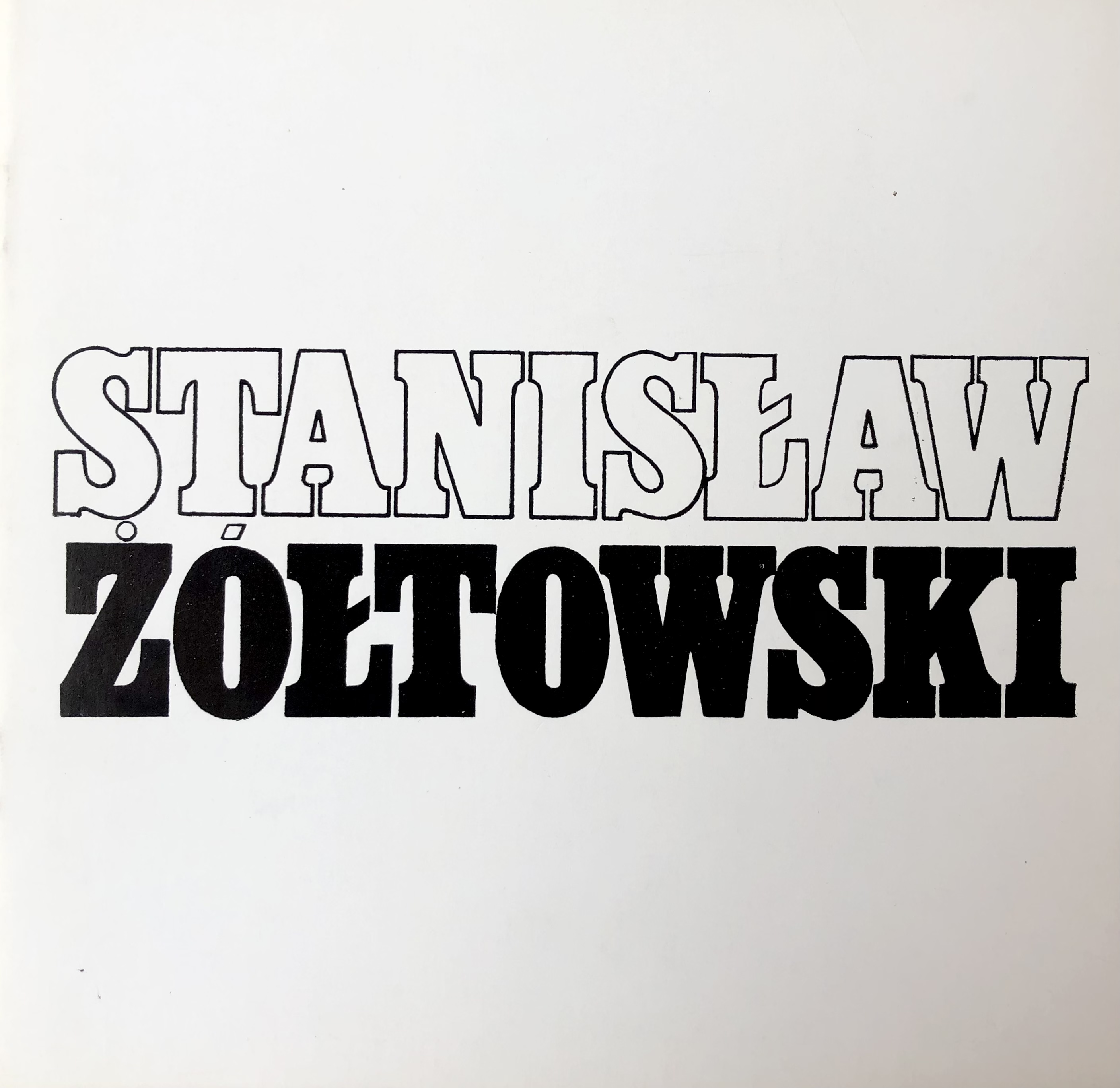
Towarzystwo Sztuk Plastycznych TPSP, 1968
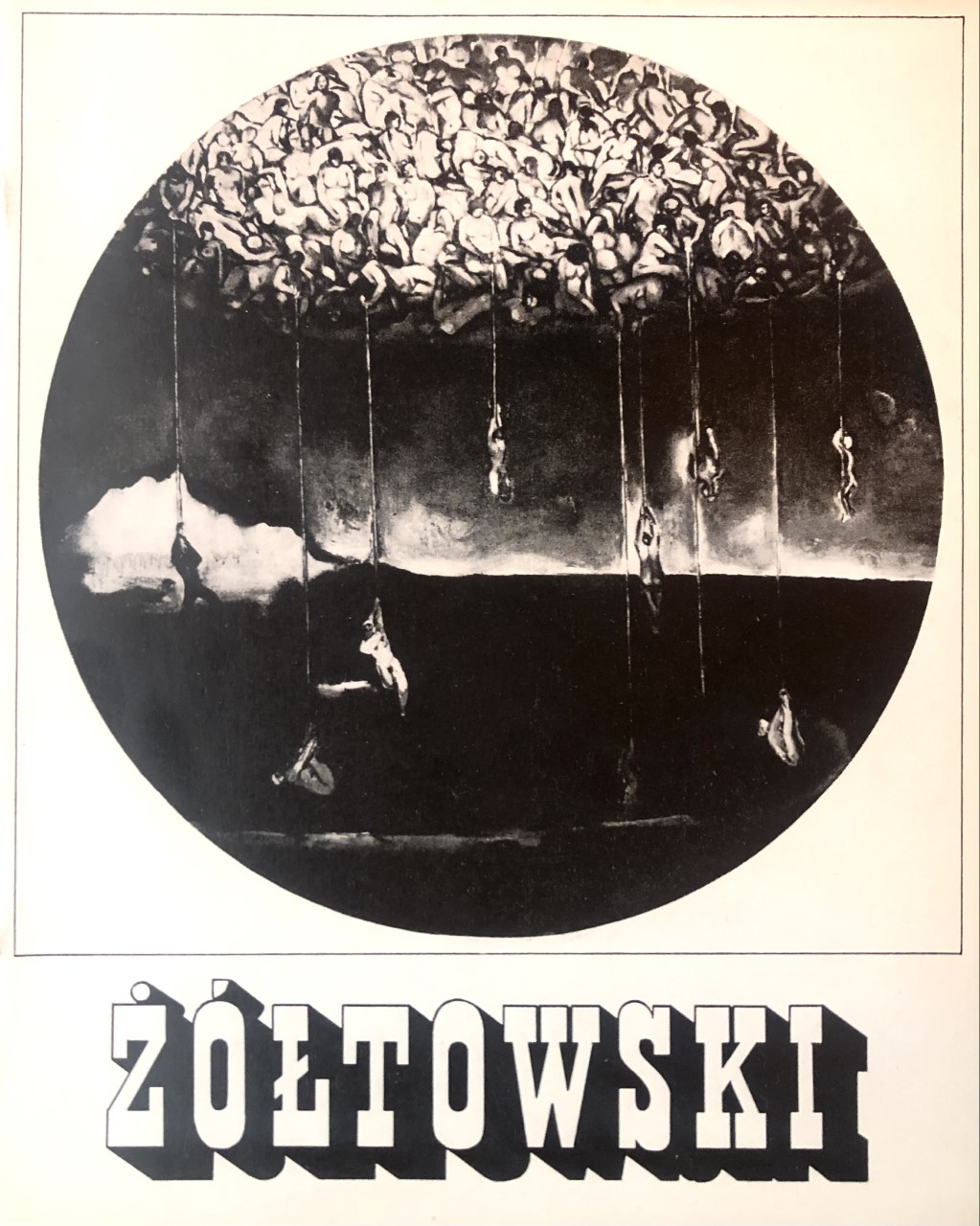
Galerie d’Art Christian Hals, Bruksela, 1970
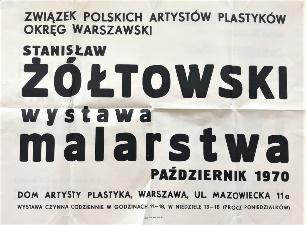
Dom Artysty Plastyka (ZPAP), 1970
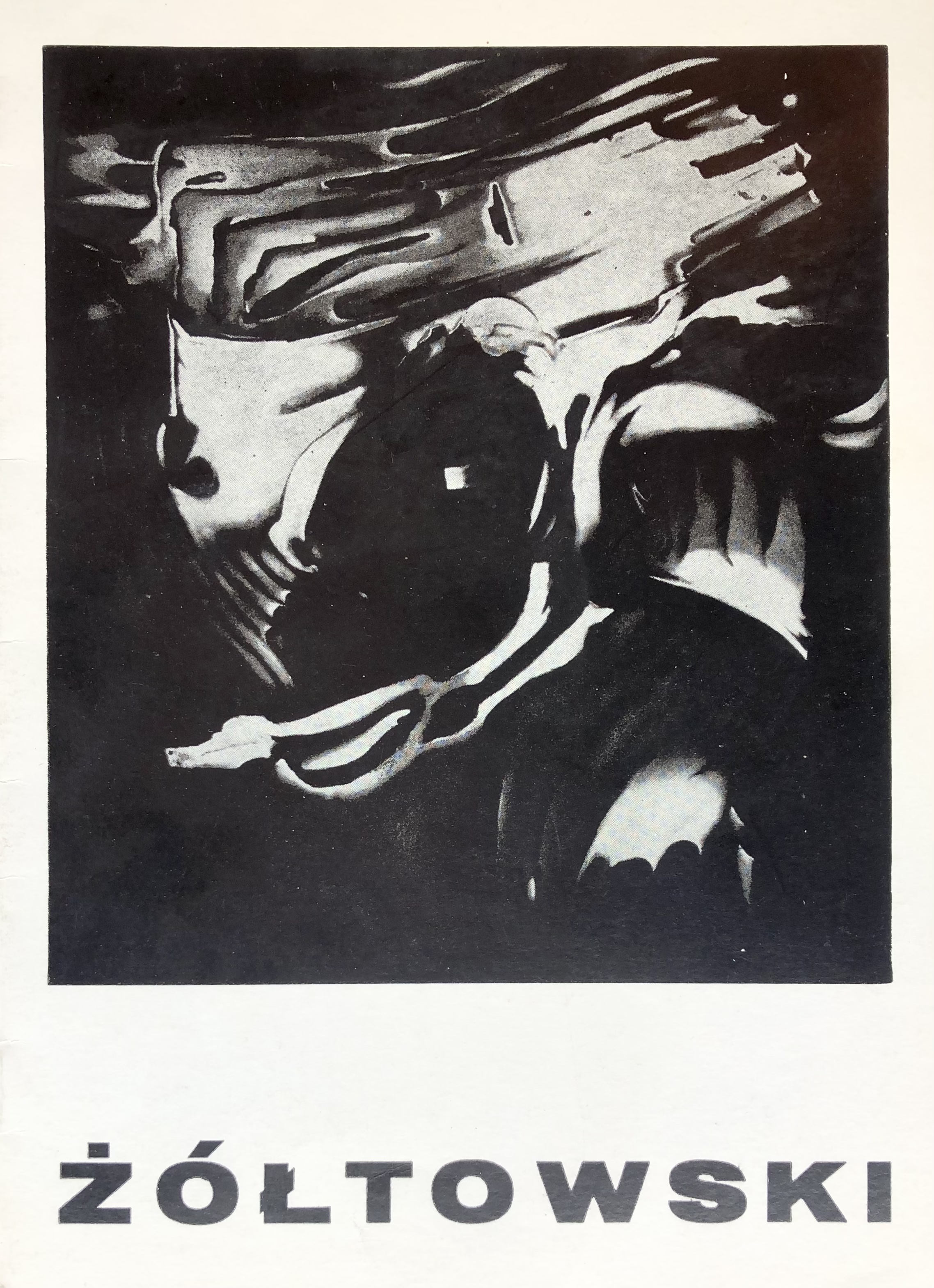
Biuro Wystaw Artystycznych Olsztyn, 1973
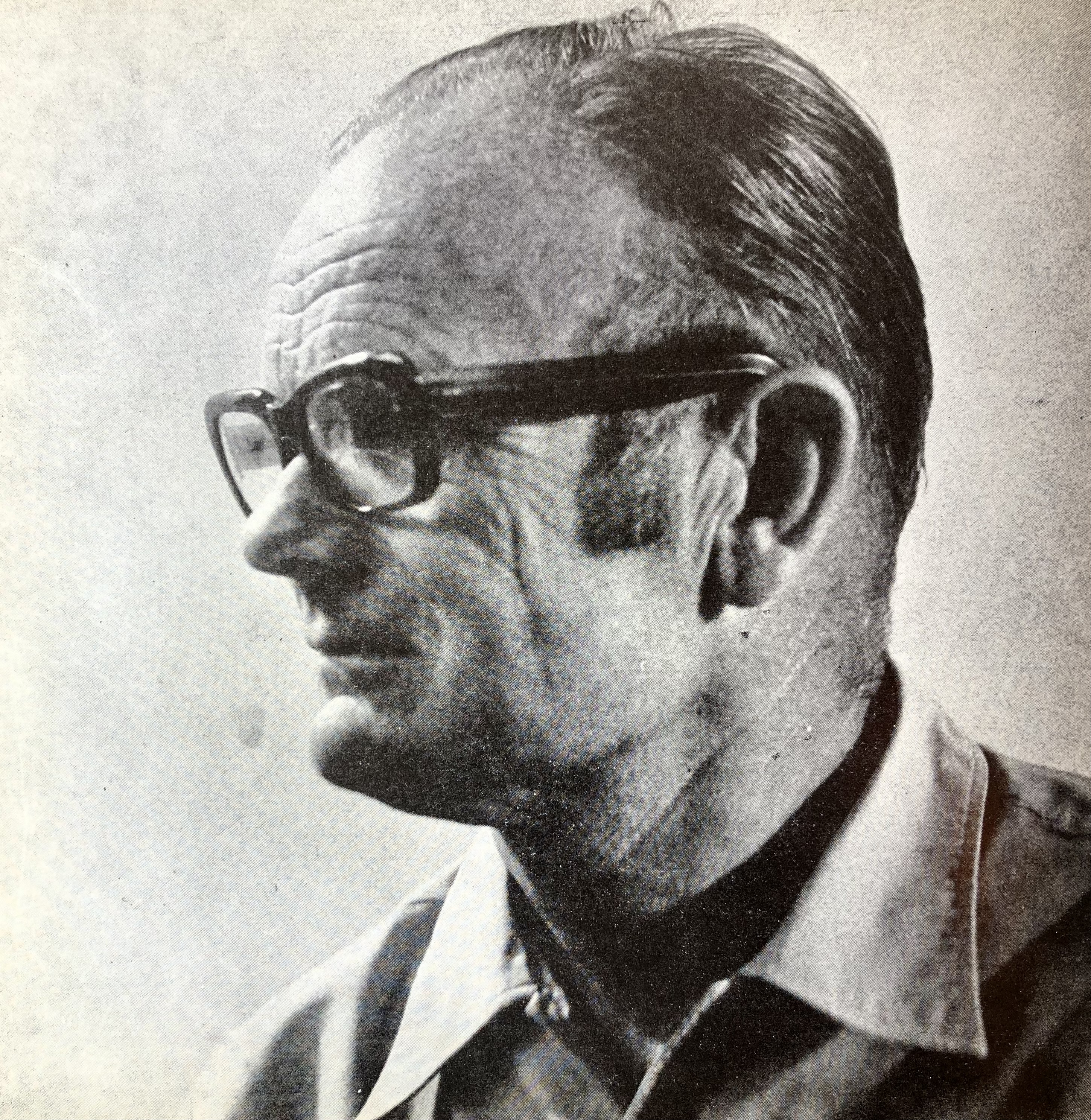
Stanisław Żółtowski
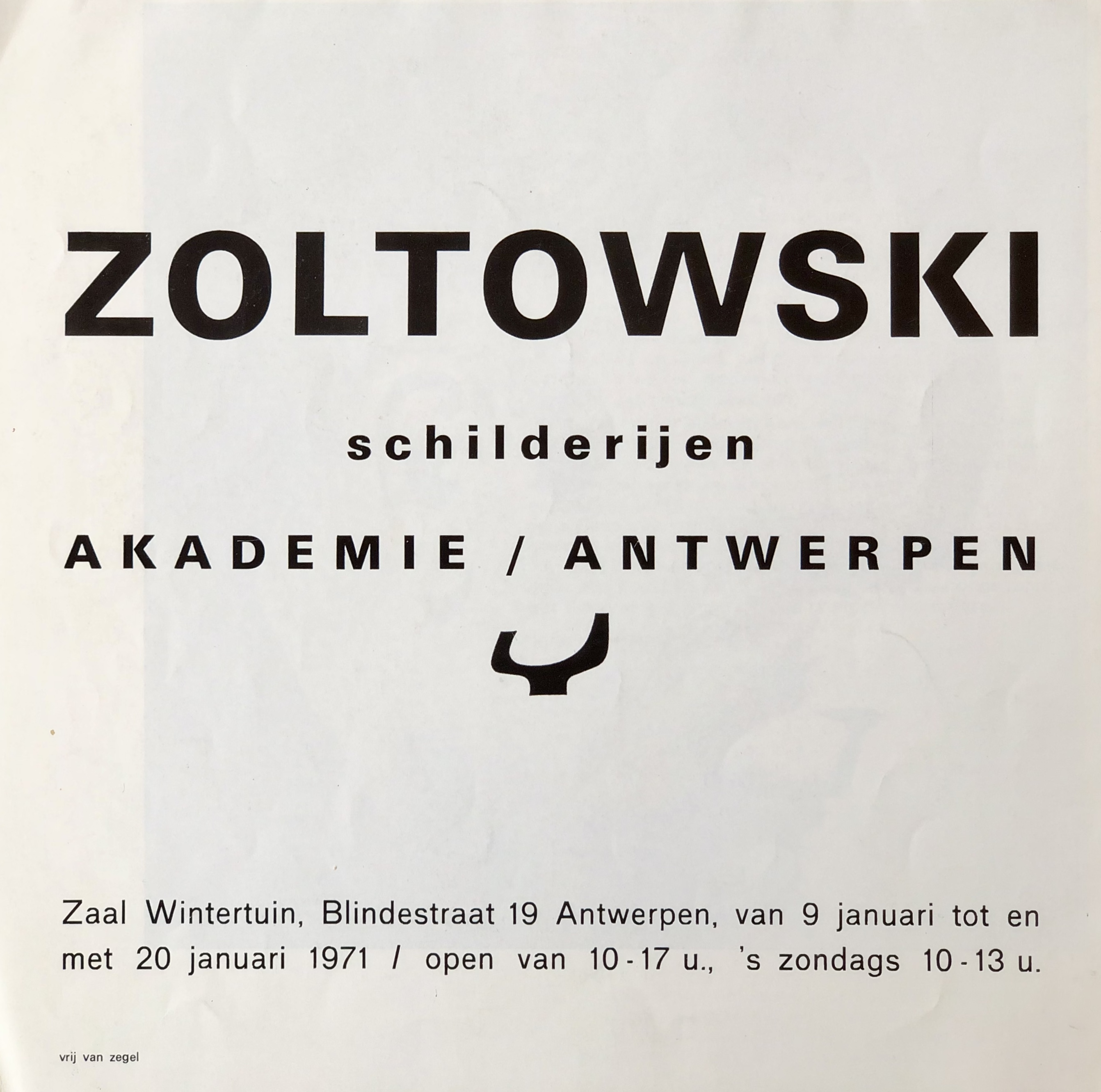
Królewska Akademia Sztuk Plastycznych, Antwerpia, 1971
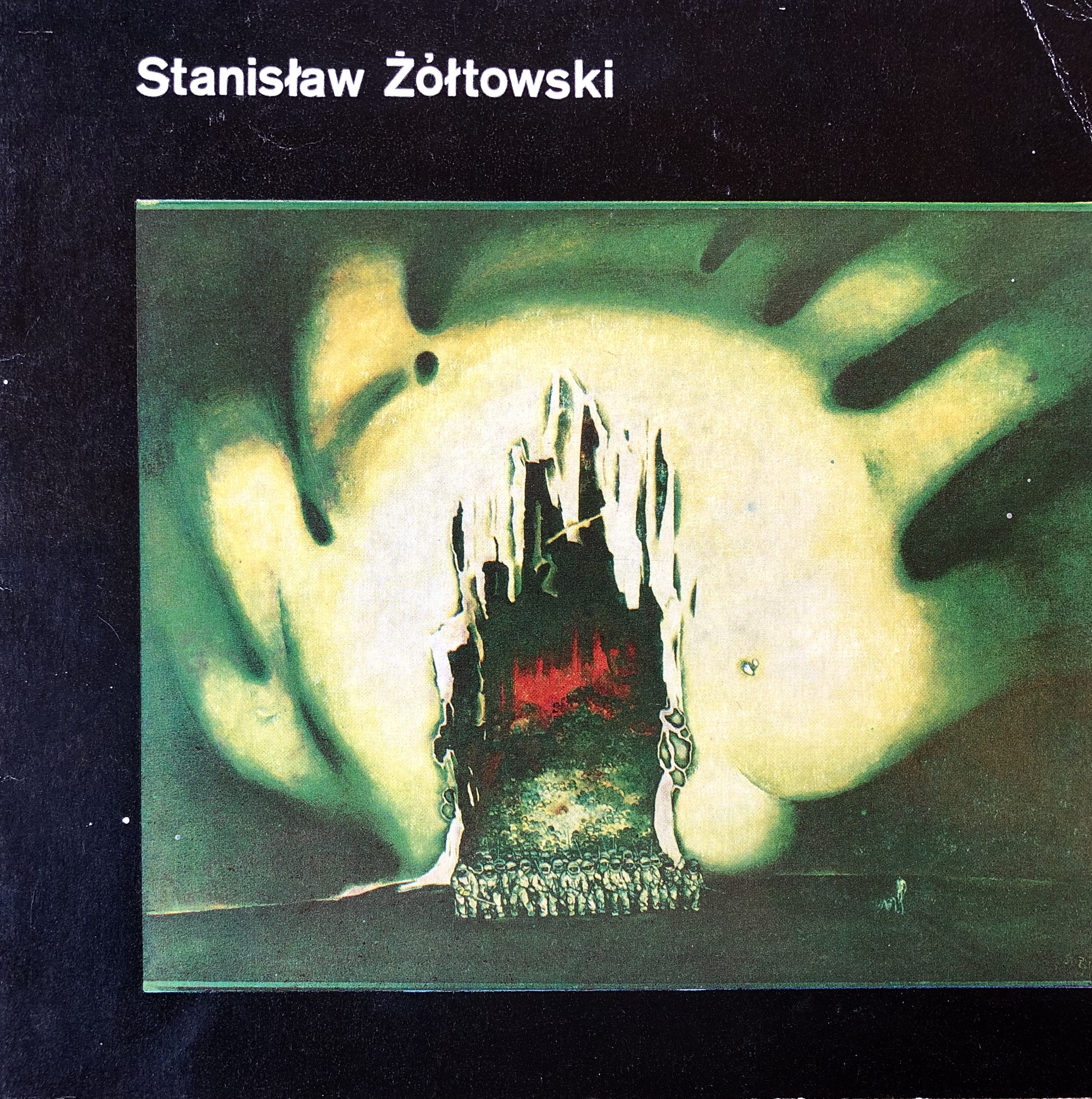
Zachęta 1979
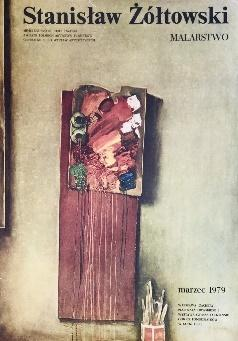
Zachęta 1979
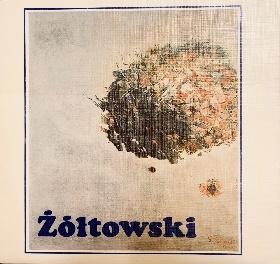
Zachęta 1989
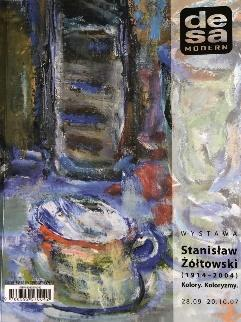
Desa Modern 2007

## Ordery i odznaczenia
- Krzyż Oficerski Orderu Odrodzenia Polski (1984)
- Krzyż Kawalerski Orderu Odrodzenia Polski (1976)
- Złoty Krzyż Zasługi (11 lipca 1955)[1]
- Medal 10-lecia Polski Ludowej (19 stycznia 1955)[24]
- Warszawski Krzyż Powstańczy (1993)
- Złota Odznaka Związku Polskich Artystów Plastyków (ZPAP) (1976)

## Nagrody i wyróżnienia
- Nagroda Jubileuszowa Komisji Rektorskiej Akademii Sztuk Pięknych w Warszawie za całokształt działalności dydaktycznej i wychowawczej w ciągu 25 lat pracy w ASP w Warszawie, 1975
- Nagroda Jubileuszowa Komisji Rektorskiej Akademii Sztuk Pięknych w Warszawie za całokształt twórczości w 30-lecie pracy twórczej w ASP w Warszawie, 1980
- Nagroda II stopnia Ministerstwa Kultury i Sztuki (MKiS) za twórczość artystyczną, 1985
- Nagroda Jubileuszowa Ministerstwa Kultury i Sztuki (MKiS),1994
- Honorowy obywatel miasta Wieruszów